# وزارت سحر و جادو
وزارت سحر و جادو (به انگلیسی: Ministry of Magic) دولت جامعهٔ جادویی بریتانیا در دنیای جادوگری از جی. کی. رولینگ است که توسط مقامی به نام وزیر جادو اداره می‌شود. حکومت جادویی در بریتانیا اولین بار در هری پاتر و سنگ جادو ذکر شده‌است. وزارتخانه برای اولین بار در هری پاتر و محفل ققنوس (۲۰۰۳) ظاهر می‌شود. این وزارت در سرتاسر کتاب‌ها مرتباً فاسد، نخبه‌گرا و کاملاً بی‌کفایت به تصویر کشیده می‌شود که مقامات بلندپایه‌اش نسبت به رویدادهای شوم نابینا هستند و نمی‌خواهند در برابر تهدیدات جامعهٔ جادوگران اقدامی انجام دهند. دلوریس آمبریج در هاگوارتز مستقر شد تا ببیند در مدرسه چه خبر است و از انتشار اخبار بازگشت لرد ولدمورت جلوگیری کند. این وزارت پیش از اینکه به‌طور مؤثر توسط ولدمورت تصرف شود، به اوج فساد می‌رسد. در پایان کتاب پایانی، پس از مرگ ولدمورت، کینگزلی شاکلبولت مسئولیت وزارت را بر عهده می‌گیرد و آن را به سمت بهتر شدن تغییر می‌دهد. در زمان هری پاتر و فرزند نفرین‌شده شده، هرماینی گرنجر وزیر جادو بود.

## سازمان‌های زیر مجموعه وزارت جادو
- دادگاه برای جادوگران
- زندان آزکابان
- نشست جادوگران
- گروه اجرای قانون‌های جادویی
- دفتر آرور (برای دستگیری جادوگران سیاه)
- گروه رویدادهای جادویی (برای رسیدگی به حمله‌های جادوگران سیاه به مشنگ‌ها یا دیگر جادوگران)
- گروه ساماندهی و کنترل جانوران جادویی
- گروه همکاری جهانی جادویی
- گروه بازی و ورزش جادویی
- گروه پاسداری از اسرار و رازها

## سیستم دادگاهی
در کتاب‌های هری پاتر سیستم دادستانی وزارت جادو بسیار فاسد و ناحق نشان داده شده، یکی از نمونه‌ها فرستادن سیریوس بلک پدرخوانده هری به زندان آزکابان است درحالی که بی‌گناه بود.
یکی دیگر تلاش بیش از حد کورنلیوس فاج (وزیر جادو) متهم کردن هری به به کار بردن جادو و اخراج وی از هاگوارتز که موفق نشد.
سرپرست دادگاه هم فاج است که همواره می‌خواهد برای پوشاندن کم‌کاری‌ها و ناتوانی خود، بازگشت ولدمورت را انکار کند.

## وزیران
در هفتگانه هری پاتر تنها دو بار وزیر جادو عوض می‌شود. کورنلیوس فاج که همواره تلاش می‌کرد تا مقام وزیری خود را نگه دارد و هری را یک فرد دیوانه جلوه دهد تا بازگشت ولدمورت را انکار کند. در پایان کتاب محفل ققنوس که ولدمورت در سرسرای وزارت جادو به هری حمله می‌کند و کارکنان وزارتخانه او را می‌بینند، دروغ‌هایش برملا می‌شوند و ناچار به استعفا می‌شود.
پس از او رفوس اسکریمجور وزیر جادو می‌شود و به جای پنهان بازگشت ولدمورت از هری درخواست می‌کند که، به دروغ به مردم بگوید که وزارت جادو قدرتمند و مقتدر است و از پس مرگ‌خواران بر می‌آید، ولی هری حاضر به دروغ گفتن نمی‌شود و از این کار سر باز می‌زند.
شخصیت اسکریمجور از فاج بهتر و وفادارتر است و در پایان هم به خاطر لو ندادن محل زندگی هری به مرگ‌خوران پس از شکنجهٔ فراوان کشته می‌شود.
پس از او یک مرگ خوار وزیر جادو می‌شود که حرف چندانی از او پیش نمی‌آید و به خواننده شناسانده نمی‌شود.

## چهره وزارتخانه در داستان
در ۴ کتاب نخست هری پاتر حرف چندانی دربارهٔ وزارت جادو پیش نمی‌آید جز اینکه پدر و برادر بزرگتر رون ویزلی (دوست صمیمی هری) و لوسیوس مالفوی (پدر دراکو مالفوی) در آن جا کار می‌کنند.
ولی در ۳ کتاب پایانی چهرهٔ وزارتخانه تاریک و تاریک‌تر می‌شود تا جایی که در کتاب پایانی، هری پاتر و یادگاران مرگ، وزارت جادو مکانی که به دست مرگ‌خواران و نوکرهای ولدمورت اداره می‌شود و خود وزارتخانه جادوگران سیاه و دیوانه‌سازها را از آزکابان فراری می‌دهد و به صورت رسمی به دنبال هری می‌گردد تا او را به ولدمورت تحویل دهد.
در پایان کتاب هفتم و پس از کشته شدن ولدمورت به دست هری، وزارت جادو هم از وجود مرگ‌خواران و تبهکارها پاک می‌شود و یکی از اعضای وفادار محفل ققنوس وزیر جادو می‌شود.

## ویزنگاموت
ویزنگاموت یا دیوان عالی جادوگری، نامی در دنیای هری پاتر است که در واقع، گروهی برای تصمیم گیری در رابطه با مجازات افراد گناهکار است.
از جمله اعضای این گروه می‌توان به مدیر سابق هاگوارتز، آلبوس دامبلدور و کورنیلوس فاج، وزیر سابق سحر و جادو اشاره کرد.
هری پاتر در سالی که میخواست به کلاس پنجم مدرسه هاگوارتز رود، توسط این دیوان بدلیل زیر پا گذاشتن قانون رازداری محاکمه شد، ولی به خاطر اینکه اجرای جادو به دلیل حفظ جان بوده است، تبرئه شد.